# Copa Newton
Copa Newton byla přátelská fotbalová soutěž mezi týmy Argentiny a Uruguaye. O trofej, kterou věnoval Nicanor Newton, se v letech 1906 až 1976 soutěžilo 28krát, z toho 17× zvítězila Argentina, která také vyhrála naposledy.
Podobná soutěž byla Copa Lipton.

## Statistiky

### Nejlepší střelci
- Angel Romano 4
- Eliseo Brown 4
- / Alexander Watson Hutton 3
- Jose Piendibene 3
- O. Goicoechea 3
- Carlos Scarone 2
- Jorge Valdano 2

### Statistiky týmů
| Ročníků | Argentinská vítězství | Remízy | Uruguayská vítězství | Góly Argentiny | Góly Uruguaye |
| ------- | --------------------- | ------ | -------------------- | -------------- | ------------- |
| 28      | 14                    | 6      | 8                    | 52             | 35            |